# Fissidens oligistoloma
Fissidens oligistoloma är en bladmossart som beskrevs av Potier de la Varde 1956. Fissidens oligistoloma ingår i släktet fickmossor, och familjen Fissidentaceae. Inga underarter finns listade i Catalogue of Life.